# 남양주 수종사 사리탑
남양주 수종사 사리탑(南楊州 水鐘寺 舍利塔)은 대한민국 경기도 남양주시 운길산 수종사에 전해오는 석조 사리탑으로 팔각오층석탑(보물 제1808호), 삼층석탑(비지정)과 함께 대웅전 옆에 자리하고 있다.1995년 8월 7일 경기도의 유형문화재 제157호로 지정되었다가, 2019년 1월 25일 대한민국의 보물 제2013호로 승격되었다.

## 개요
부도는 승려의 무덤을 상징하여 그 유골이나 사리를 모셔두는 곳이다. 이 부도는 운길산에 자리한 수종사에 있는데, 수종사는 조선 세조 4년(1458)에 왕명에 의해 중창된 사찰이다.
전체적으로 8각을 기본으로 하여, 2단을 이루는 기단(基壇) 위에 탑신(塔身)을 올리고 머리장식을 얹은 모습이다. 기단부는 일반적으로 상·중·하의 3단으로 구성되는데 이 부도는 간략하게 2개의 돌로만 마련한 것이 특이하다. 탑신의 몸돌은 둥근 형태가 변하여 거의 사각형에 가깝고, 용의 모습을 매우 도드라지게 새겼다. 지붕돌은 두꺼운 편이고, 처마는 느린 U자형을 이룬다. 꼭대기에는 노반(露盤:머리장식받침) 위로 보주(寶珠:구슬모양 장식), 보륜(寶輪:수레바퀴모양 장식) 등이 남아 머리장식을 하고 있다.
지붕돌 윗면에 남아 있는 기록을 통해, 조선 세종 21년(1439) 왕실에서 뜻을 모아 이 부도를 만들었음을 알 수 있다. 부도 안에서 고려시대 청자로 만든 항아리와 은으로 만들어 금을 입힌 6각의 단지(보물 제259호)를 발견하여 불교중앙박물관에서 소장하고 있다.

## 보물 승격 사유
수종사 사리탑은 남양주시 운길산 수종사에 전해오는 석조 사리탑으로 팔각오층석탑(보물 제1808호), 삼층석탑(비지정)과 함께 대웅전 옆에 자리하고 있다. 1939년 사리탑을 해체·수리할 때 발견된 사리장엄구(舍利莊嚴具)는 보물 제259호로 지정되어 불교중앙박물관에 소장중이다.
사리탑은 총 높이 2.3m로, 형태는 전체적으로 8각을 기본으로 하여 2단을 이루는 기단(基壇) 위에 탑신(塔身)을 올리고 옥개석과 머리장식을 얹은 모습이다.
기단부는 일반적으로 상·중·하의 3단으로 구성되는데, 이 부도는 지대석 위에 2개의 팔각돌을 간략하게 올렸다. 하층 기단석의 각 모서리에는 동자주를 새기고, 그 위의 각 모서리 부분에 두꺼비 형태의 동물을 새겨 장식하였다. 상층 기단은 직사각형의 액(額)을 상하로 구획하여 그 안에 문양을 새겼다.
탑신석은 둥근 구형(球形)으로 표면에는 구름과 용을 조각하였으며, 탑신석 상부를 돌출하여 옥개석 하면에 조립한 특색을 가지고 있다. 처마가 두터운 옥개석의 낙수면에는 "太宗 太后 / 貞惠 翁主 / 舍利 造塔 / 施主 文化 柳氏 / 錦城 大君 正統 / 四年 己未 十月日"(태종 태후 / 정혜 옹주 / 사리 조탑 / 시주 문화 류씨 / 금성 대군 정통 / 사년 기미 십월일)의 명문이 음각되어 있다. 이를 통해 조선 세종 21년(1439)에 왕실의 발원으로 제작되었으며, 그 주인공은 태종 이방원(1367-1422)의 딸 '정혜옹주(?-1424)'로 확인된다.
그 위의 상륜부는 옥개석과 한 돌로 조성된 노반(露盤) 위로 복발(覆鉢)과 보주(寶珠) 등의 머리 장식이 잘 남아 있다.
수종사 사리탑은 지대석으로부터 기단부와 탑신부 그리고 옥개석과 상륜부를 완전히 구비하고 있으며, 조선초기 양식으로 건립연대가 분명하고 각 부에 새겨진 문양의 우수성과 승탑의 형식으로 정혜옹주를 추모한 특이성으로 보아 조선 초기 왕실의 불교신앙과 그 조형의 새로운 경향을 알려준다는 점에서 보물로 지정가치가 있다.

## 같이 보기
- 남양주 수종사 부도 사리장엄구 - 보물 제259호

## 참고 문헌
- 남양주 수종사 사리탑 - 국가유산청 국가유산포털